# Komunalne Przedsiębiorstwo Energetyki Cieplnej (Bydgoszcz)
Komunalne Przedsiębiorstwo Energetyki Cieplnej – polskie przedsiębiorstwo z branży energetycznej, będące producentem, a także głównym dostawcą energii cieplnej na terenie Bydgoszczy, Solca Kujawskiego, Szubina, Nakła nad Notecią i Koronowa.

## Historia
9 grudnia 1963 roku Miejska Rada Narodowa w Bydgoszczy podjęła uchwałę w sprawie powołania Miejskiego Przedsiębiorstwa Energetyki Cieplnej (MPEC). W 1966 w okolicy Zakładów Chemicznych rozpoczęto budowę elektrociepłowni, która umożliwiła dalszy rozwój budownictwa mieszkaniowego, infrastruktury i przemysłu w mieście.
Pod koniec 1970 Wojewódzka Rada Narodowa podjęła decyzję o utworzeniu pierwszego w Polsce Wojewódzkiego Przedsiębiorstwa Energetyki Cieplnej. Nowe przedsiębiorstwo stało się dostawcą ciepła m.in. w Toruniu, Włocławku, Grudziądzu, Inowrocławiu, Chojnicach, Mogilnie, Barcinie, Żninie, Tucholi, Sępólnie Krajeńskim, Koronowie, Świeciu n/Wisłą, Nakle n/Notecią, Solcu Kujawskim i czy Szubinie i w takiej formule funkcjonowało do 1991, kiedy zostało zlikwidowane.
W jego miejsce w grudniu 1991 założona została komunalna spółka Bydgoszczy, Solca Kujawskiego, Nakła n/Notecią, Koronowa oraz Szubina pod nazwą Komunalne Przedsiębiorstwo Energetyki Cieplnej.
W 2018 spółka przeznaczyła na inwestycje 35,5 mln zł. Obecnie trwa realizacja planu inwestycyjnego realizowanego w ramach projektów dofinansowanych z Programu Operacyjnego Infrastruktura i Środowisko 2014-2020, które poprawią jakość powietrza oraz usprawnią funkcjonowanie systemu ciepłowniczego.
KPEC spełnia wszelkie standardy i wymagania normy EN ISO 9001-2008.

## Zakres działalności
Aktualnie KPEC prowadzi działalność na terytoriach gmin będących jej wspólnikami. Przedsiębiorstwo realizuje ustawowe zadanie własne gmin, jakim jest zaopatrzenie mieszkańców w ciepło, zgodnie z koncesjami nadanymi przez Urząd Regulacji Energetyki w dniu 29 września 1998 (z późniejszymi przedłużeniami) na wytwarzanie ciepła, na przesyłanie i dystrybucję ciepła oraz na obrót ciepłem.
KPEC dysponuje sześcioma ciepłowniami (Białe Błota, Osowa Góra, Solec Kujawski, Szubin, Nakło nad Notecią, Koronowo), które poza Bydgoszczą wytwarzają ciepło dostarczane do odbiorców, a w Bydgoszczy wspomagają system ciepłowniczy. KPEC obsługuje ponad 4,7 tys. węzłów cieplnych, zarządzając sieciami ciepłowniczymi o łącznej długości 448,5 km. Łączna moc zamówiona przez odbiorców przekracza 635 MW. Spółka zatrudnia niemal 400 pracowników.
Spółka jest wielokrotnym laureatem konkursu na Przedsiębiorstwo FAIR PLAY, a także zdobywcą Platynowej Statuetki. W kwietniu 2014 roku na uroczystej sesji Rady Miasta Bydgoszczy za szczególne zasługi dla Miasta Bydgoszczy spółka uhonorowana została Medalem Kazimierza Wielkiego.
W 2019 Komunalne Przedsiębiorstwo Energetyki Cieplnej zajęło pierwsze miejsce w ogólnopolskim rankingu najlepszych przedsiębiorstw energetyki cieplnej, zorganizowanym przez branżowy dodatek „Strefa Gospodarki” do „Dziennika Gazety Prawnej”.